# Жабњак љутић
Жабњак љутић (лат. Ranunculus acris) је зељаста биљка из породице љутића (лат. Ranunculaceae), класе дикотила.

## Карактеристике
Стабљика је усправна, врло разграната, у доњем делу гола, у горњем делу прекривено ситним длачицама, нарасте до 100cm висине. Изданак је кратак, задебљан и снажан у виду ризома са развијеним бочним корењем. Листови су у почетку свиленасто, касније чекињасто длакави, приземни листови су смештени на дугим петељкама и дланасто су раздељени на 5-7 неправилно, крупно, тестерасто назубљених режњева клинасте основе, с крајевима који су уско ланцетасти. Горњи листови су наизменични и седећи, урезани до основе. Најгорње лишће седече, усечено до основе у линеарне режњиће. Цветне дршке нису избраздане, овалног су облика, са прилеглим длакама. Цветови су двополни, појединачни, промера 1-2cm, стварају се на врховима дугачких гранчица. Састављени су од пет златножутих, јајастих листића крунице дужине 5-10mm, чашица је грађена од пет прилеглих длакавих листића, и много прашника. Цветају од маја до септембра. Плод је спљоштен, једносемени орашчић дужине око 3mm, има прави или мало савијен кљун. Једна биљка у сезони произведе око 500 семенa.

## Станиште
Природно је биљка распрострањена на подручју Европе, Азије, Северне Африке, а у Северној Америци и Новом Зеланду је одомаћена. Припада евроазијском флорном елементу. У Србији је распрострањена. Станишта су јој влажне ливаде и пашњаци, расте уз потоке и канале, често у великим групама. Налазимо је од равница до планинских подручја, нпр. у асоцијацији Poa trivialis - Cynosurus cristatus.

## Медење
Добра је медоносна биљка, пчеле посећују цветове са којих сакупљају доста полена и мало нектара. Полен је отрован.

## Етимологија
Латински назив рода Ranunculus потиче од речи rana (жаба), јер су се ове биљке повезале са стаништима жаба – мочвара и бара. Име врсте acris истог је порекла као и за јавор (acer - што је видљиво и у синониму латинског имена Ranunculus acer ) стога значи оштар. На страним језицима називи су meadow buttercup, tall buttercup, common buttercup, giant buttercup, Scharfer Hahnenfuß, renoncule âcre, bouton d’or, ranuncolo comune (ита.), botón de oro, hierba belida (шпа.), ripeča zlatica (сло.).

## Употреба
Жабњак љутић је отровна биљка због садржаја алкалоида и кардиотоничних гликозида. Сматра се да узрокује поленску и контактну алергијску реакцију. У исхрани животиња на паши отровна је биљка. Избегавају је кад имају хране, али на оскудним пашњацима и у случајевима када је заступљена у великом броју, ипак се отрују. Сушењем се отрови разграђују, па је у облику сена животињама биљка јестива, иако слабог квалитета.